# Segundo Circuito de Cortes de Apelaciones de Estados Unidos

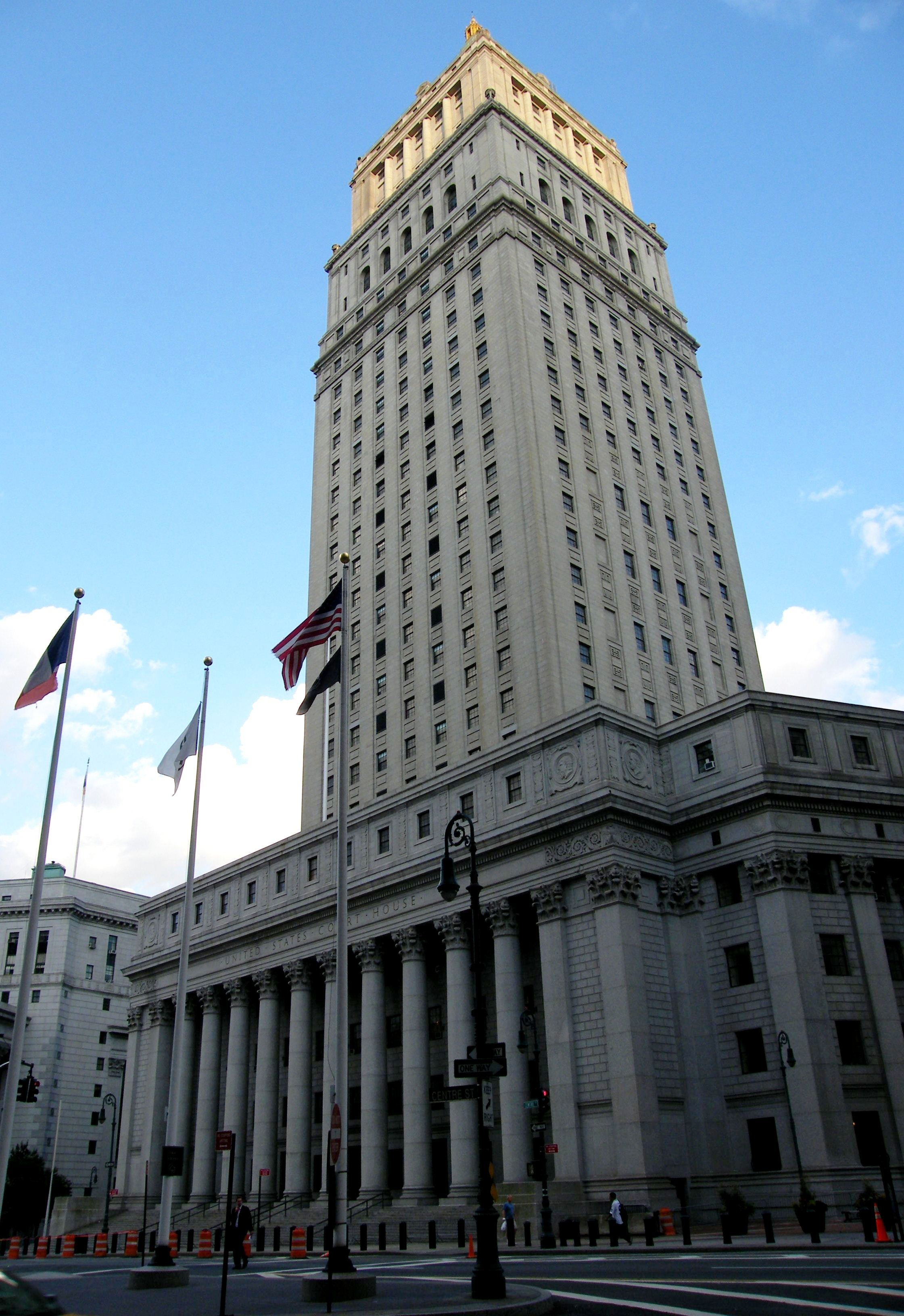
Edificio de la Corte de Apelaciones de EE. UU. para el Segundo Circuito en Nueva York

La Corte de Apelaciones de los Estados Unidos para el Segundo Circuito es una de las trece Cortes de Apelaciones de Estados Unidos. Tiene jurisdicción sobre las apelaciones de las cortes de distrito en los siguientes distritos federales:
- Distrito de Connecticut
- Distrito del Este de Nueva York
- Distrito del Norte de Nueva York
- Distrito del Sur de Nueva York
- Distrito del Oeste de Nueva York
- Distrito de Vermont